# Шапкіно (Нижньогородська область)
Шапкіно (рос. Шапкино) — село в Богородському районі Нижньогородської області Російської Федерації.
Населення становить 317 осіб. Входить до складу муніципального утворення Шапкинська сільрада.

## Історія
Від 2004 року входить до складу муніципального утворення Шапкинська сільрада.

## Населення
| 1999 | 2002 | 2010 |
| ---- | ---- | ---- |
| 342  | ↘340 | ↘317 |